# Ninghua

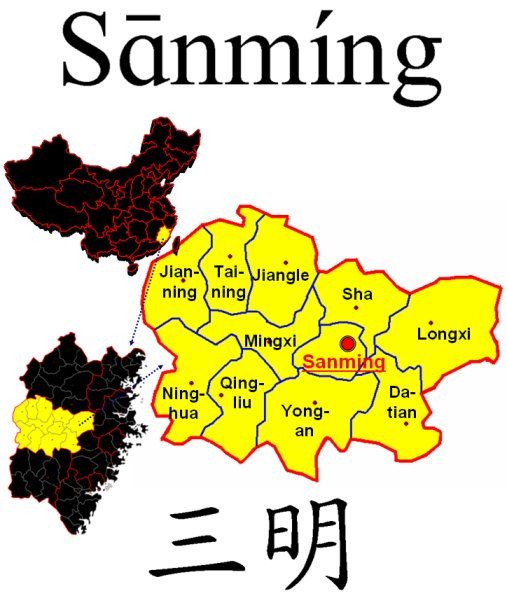
Kreisebene der Stadt Sanming

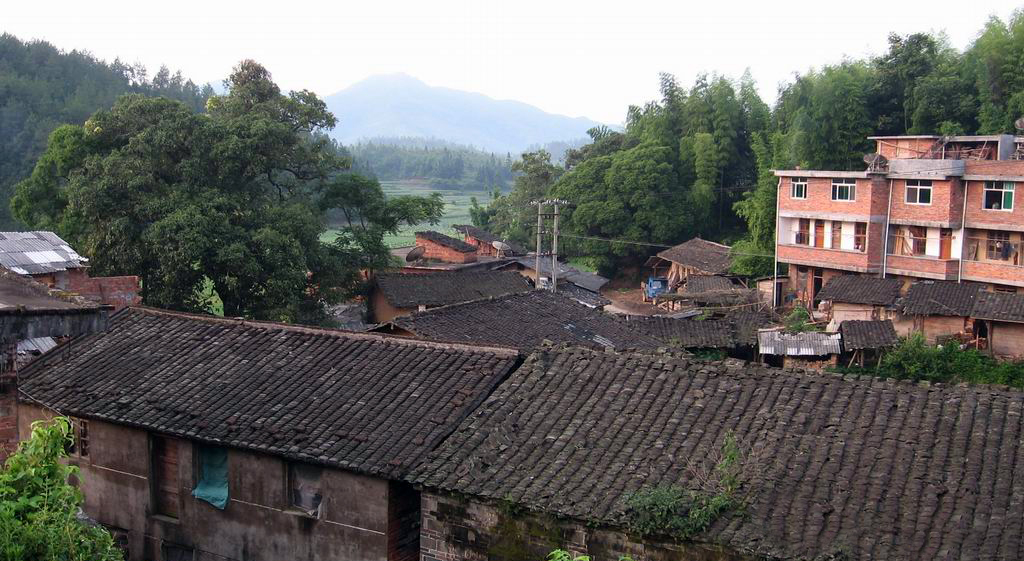
Caofang im Kreis Ninghua

Ninghua (chinesisch 宁化县, Pinyin Nínghuà Xiàn) ist ein Kreis der bezirksfreien Stadt Sanming in der chinesischen Provinz Fujian. Ninghuas Hauptort und Verwaltungssitz ist die Großgemeinde Cuijiang (翠江镇). Ninghua hat eine Fläche von 2.407 km² und 261.579 Einwohner (Stand: 2020).